# Hydrotaea mimopilipes
Hydrotaea mimopilipes este o specie de muște din genul Hydrotaea, familia Muscidae, descrisă de Ma și Zhao în anul 1992. Conform Catalogue of Life specia Hydrotaea mimopilipes nu are subspecii cunoscute.